# Levoča
Levoča (; madžarsko Lőcse; rusinsko Левоча) je mesto v severovzhodnem delu Slovaške, 26 kilometrov vzhodno od Poprada, približno 50 km zahodno od Prešova in 13 km severno od Spišske Nove Vesi. Danes šteje okoli 14.000 prebivalcev.
Unesco je 28. junija 2009 Levočo uvrstil na seznam svetovne dediščine.

## Etimologija
Ime je slovaškega izvora in spada med najstarejša zapisana slovaška naselbinska imena v Spišu. Prvotno se je tako imenoval potok Lěvoča, pritok reke Hornád (danes Levočský potok). Ime verjetno izhaja iz pridevnika lěva (levi, levi pritok); tudi jezikoslovec Rudolf Krajčovič kot izvor navaja besedo lěvoča v pomenu »redno poplavljeno območje«.

## Zgodovina
Levoča leži v zgodovinski regiji Spiš, ki je bila naseljena že v kameni dobi. V 11. stoletju so to regijo osvojili in nato postali del Ogrskega kraljestva in tako ostali do leta 1918. Po mongolskih vpadih 1241/1242 so to območje poselili tudi Nemci (natančneje Zipser Nemci). Mesto je postalo prestolnica Zveze špiških Nemcev, z obliko samouprave znotraj Ogrske. Najstarejša pisna omemba mesta Levoča sega v leto 1249. Leta 1317 je Levoča (takrat splošno znana pod nemškim imenom Leutschau - glej kronologijo spodaj za sezname spreminjajočih se imen) dobila status kraljevega mesta. Leta 1321 je bila podeljena široka skladiščna pravica, ki je pritegnila trgovce, obrtnike in lastnike rudnikov, da so se naselili v tem mestu.
V 15. stoletju je mesto, ki leži na križišču trgovskih poti med Poljsko in Madžarsko, postalo bogato trgovsko središče. Izvažalo je železo, baker, krzno, usnje, koruzo in vino. Hkrati je mesto postalo pomembno kulturno središče. Angleški humanist Leonard Cox je okoli leta 1520 poučeval v šoli v Levoči. Knjigarnar Brewer iz Wittenberga je svojo knjigarno spremenil v plodno tiskarno, ki je delovala 150 let. Končno se je tu naselil eden najbolj znanih srednjeveških rezbarjev mojster Pavel iz Levoče.
Ta kulturni in gospodarski status je mesto obdržalo do konca 16. stoletja, kljub dvema uničujočima požaroma: prvi leta 1550 je uničil skoraj vso gotsko arhitekturo in drugi leta 1599. V tem obdobju razcveta je bilo zgrajenih več cerkva, mesto pa je imelo šolo, knjižnico, lekarno in zdravnike. Tiskarna je delovala že leta 1624. Levoča je bila središče protestantske reformacije. Mesto je začelo propadati med protihabsburškimi upori v 17. stoletju.
V strašnem zaporedju dogodkov leta 1700 je župana mesta med lovom po nesreči ranil lokalni plemič, kar je povzročilo vrsto maščevalnih napadov, ki so se nazadnje končali z umorom župana Karola Kramlerja in saškega sodnika. Županovo roko so nato odrezali, balzamirali in shranili v mestni hiši kot poziv k nadaljnjemu maščevanju. To je postalo tema madžarskega romana o mestu Črno mesto pisatelja Kálmána Mikszátha.
Na južnem koncu glavnega trga je bila od leta 1823 zgrajena Evangeličanska cerkev Levoča, ki je bila posvečena leta 1832. Nadomestila je prejšnjo artikularno cerkev zunaj mestnega obzidja.
V Levoči se je judovsko naseljevanje v primerjavi z drugimi kraji v regiji začelo razmeroma pozno. Podatki mestnega popisa iz let 1768 in 1828 kažejo na pomanjkanje judovske prisotnosti, kar kaže na prepoved judovske naselitve do okoli leta 1840. 1840-a so zaznamovala začetek judovske migracije v Levočo, predvsem iz Huncovcev in drugih delov vzhodne Slovaške. Ta val migracij je privedel do ustanovitve prvih judovskih gospodinjstev in sprožil nastanek judovske skupnosti (kehila).
V poznih 1860-ih so bili Judje na Ogrskem ideološko razcepljeni glede vprašanj, ki so prišla s širokimi družbenimi, političnimi in kulturnimi spremembami. Te spremembe so v prvi vrsti povzročile industrijska revolucija, Haskala in popolna pravna emancipacija Judov, ki je bila utrjena leta 1867, potem ko so jo razveljavili Habsburžani po zmagi sodelovanja z Rusijo nad Madžarsko. Glavne skupine, ki so se pojavile, so bili ortodoksni Judje, ki so si prizadevali ohraniti strogo spoštovanje tradicionalne judovske zakonodaje in običajev, ter neološki Judje, edinstveno madžarsko gibanje, ki je iskalo načine za posodobitev judovstva, hkrati pa ohranilo močno povezavo z judovsko tradicijo. Judovska skupnost v Levoči se je odločila, da se bo opredelila kot status quo, kar je pomenilo, da bodo judovska skupnost, ki si bo prizadevala za ohranitev tradicionalnih judovskih običajev in praks, ne da bi se izrecno povezovala z reformo ali ortodoksnim judovstvom.
V 1870-ih je kehila doživela precejšnjo širitev, kar je v 1880-ih privedlo do vključitve dodatnih struktur, kot je pokopališče.
Gospodarski pomen mesta se je dodatno zmanjšal leta 1871, ko je bila pomembna nova železnica Košice–Bohumín zgrajena le 8 km proti jugu, mimo Levoče in skozi bližnje mesto Spišská Nová Ves. Kasneje, leta 1892, je bila zgrajena le proga od železniške postaje Spišská Nová Ves do Levoče. Erwin Raisz, slavni kartograf, ki se je po diplomi iz inženirstva in arhitekture na Madžarski univerzi in po vojni v prvi svetovni vojni priselil v ZDA, se je rodil v Levoči leta 1893. Raisz se je o izdelovanju zemljevidov naučil od svojega očeta, prav tako civilista inženir in ga je brez dvoma navdihnila topografija njegove domovine, da je ustvaril edinstveno ročno risano metodo prikazovanja fiziografskih značilnosti. Poučeval je na univerzi Harvard in napisal prvi učbenik kartografije v angleščini.
Leta 1899 je kehila v Levoči slovesno odprla obsežno sinagogo, zasnovano v orientalskem arhitekturnem slogu, ki se nahaja izven mestnega obrobja. Poleg te pomembne zgradbe sta bili v bližini zgrajeni šola in obredno kopališče, znano kot mikve.
Po Trianonski pogodbi in razpadu Kraljevine Ogrske je mesto postalo del novoustanovljene Češkoslovaške in njegovo slovaško ime Levoča je bilo uradno sprejeto. Seznam poslovnih dovoljenj iz leta 1921 kaže, da je bilo 45 od 65 podjetij v mestu v lasti Judov.
Po pridobitvi avtonomije Slovaške oktobra 1938 se je judovsko prebivalstvo začelo soočati z vse večjo diskriminacijo. 4. novembra 1938 je bilo 55 Judov iz Levoče, ki niso imeli državljanstva, prisilno preseljenih na nezavzeto območje ob slovaško-madžarski meji, blizu Plešivca. Več tednov brez ustreznega zatočišča in v težkih razmerah se jih je večina lahko vrnila na svoje domove le s skupnimi prizadevanji judovskih organizacij.
Ob ustanovitvi Slovaške republike 14. marca 1939 je nemška manjšina, povezana z nacistom, judovske domove in podjetja podvrgla divjemu plenjenju in uničevanju. Ti incidenti so se ponovili 23. marca, z nadaljnjim opustošenjem avgusta, ko je bil napaden in nato razpuščen poletni tabor Hashomer Hatzair. Istega leta je prišlo do preklica licenc za številne judovske strokovnjake, zaprtje judovskih gostiln in odpuščanje družbeno koristnih vlog.
Med drugo svetovno vojno je bilo deportiranih 981 lokalnih Judov. Prve deportacije so se začele marca 1942, sprva predvsem mlade ženske, ki so jih poslali v tranzitno taborišče v Popradu in nato v Auschwitz. Več mladih je bilo poslanih v Majdanek, prek tranzitnega taborišča v Žilini.
Maja so se začele tudi deportacije družin. 522 Judov iz Levoče in okoliških vasi je bilo zbranih in deportiranih v koncentracijska taborišča in gete v okrožju Lublin.
Na splošno je bilo okoli 80 % Judov iz Levoče in okoliških vasi deportiranih v koncentracijska taborišča.
27. januarja 1945 so Levočo zavzele sovjetske enote 18. armade.
3. julija 1995 je Levočo obiskal papež Janez Pavel II. Obhajal je mašo za 650.000 slavljencev na tradicionalnem romarskem kraju Mariánska hora, hribu približno 2 kilometra severno od Levoče s pogledom na mesto.

## Geografija
Levoča leži na nadmorski višini 570 metrov in pokriva površino 64.042 kvadratnih kilometrov. Je v severnem delu Hornádske kotline ob vznožju Levočskega hribovja, ob potoku Levočský potok, pritoku Hornáda. Poprad je oddaljen 25 kilometrov na zahodu, Prešov 50 km na vzhodu, Košice 90 km na jugovzhodu in Bratislava 370 km na jugozahodu.

### Demografija
| Leto          | 1994   | 2004    | 2014    | 2024    |
| ------------- | ------ | ------- | ------- | ------- |
| Število ljudi | 13.548 | 14.604  | 14.783  | 13.905  |
| Razlika       |        | +7,79 % | +1,22 % | −5,93 % |

| Leto          | 2023   | 2024    |
| ------------- | ------ | ------- |
| Število ljudi | 13.944 | 13.905  |
| Razlika       |        | −0,27 % |

## Zgodovinske značilnosti
Staro mestno jedro, zlasti Trg mojstra Pavla (slovaško Námestie Majstra Pavla) je na slikoviti lokaciji in je še vedno obdano z večino starodavnega obzidja. Pri povezovanju mesta s Spiškim gradom in Žehro junija 2009 kot preimenovano območje svetovne dediščine Levoča, Spišský Hrad in pripadajoči kulturni spomeniki, UNESCO navaja zgodovinsko središče mesta, njegove utrdbe in dela mojstra Pavla iz Levoča ohranjena v mestu.
Glavni vhod v staro mestno jedro je skozi monumentalna Košiška vrata (15. stoletje), za katerimi sta okrašena baročna cerkev Svetega Duha in novi minoritski samostan (ok. 1750).
Mestni trg (Námestie Majstra Pavla - Trg mojstra Pavla) se ponaša s tremi velikimi spomeniki; očarljivo staro mestno hišo (15.–-17. stoletje), ki danes vsebuje muzej, renesančno baziliko sv. Jakoba (za cerkvijo sv. Elizabete v Košicah druga največja na Slovaškem) iz 15. stoletja z lesenim gotskim oltarjem, ki ga je leta 1517 izrezljal mojster Pavel iz Levoče in z 18,62 m velja za najvišjega in enega najlepših te vrste ne le na Slovaškem temveč tudi v Evropi in svetu. Marija s tega oltarja je upodobljena na bankovcih za 100 slovaških kron. Poleg te cerkve stojijo gotska mestna hiša z renesančnimi arkadami, »kletko sramote« za obsojence na smrt, ki so čakali na izvršitev kazni, evangeličanska-luteranska cerkev s kupolo (1837), namenjena predvsem meščanom nemške narodnosti, in mnoge renesančne stavbe. Ogleda vredna je tudi minoritska cerkev (1750) zraven košiških vrat nedaleč od trga. 2 km severno od mesta je Mariánska hora z neogotsko cerkvijo, ki je danes najbolj priljubljena slovaška romarska pot in jo je 3. julija 1995 obiskal tudi papež Janez Pavel II..

## Galerija
- Renesančna mestna hiša, zadaj bazilika sv. Jakoba
- Zvonik bazilike sv. Jakoba
- Marijanska bazilika
- Steber z Marijinim kipom
- Steber s kipom  sv. Elizabete
- Steber s kipom  Janeza Nepomuka
- Romarsko središče Marijina gora
- Evangeličanska cerkev
- Oltar mojstra Pavla iz Levoče
- Spomenik mojstra Pavla
- Renesančna mestna hiša
- Thurzova  hiša
- Glavni trg
- Občinska zgradba
- Mestni urad
- Košiška vrata
- Menhardska vrata
- Poljska vrata
- Spomenik osvoboditeljem
- Sramotilna kletka
- Zgodovinska mestna hiša
- Trg mojstra Pavla
- Mestni park
- Kip Ľudovíta Štúra

## Pobratena mesta
Levoča je pobratena:
- Stary Sącz, Poljska
- Łańcut, Poljska
- Kalwaria Zebrzydowska, Poljska
- Keszthely, Madžarska
- Litomyšl, Češka